# Данієл Гавел
Да́нієл Га́вел (чеськ. Daniel Havel, 10 серпня 1991) — чеський веслувальник, олімпійський медаліст, чемпіон світу, чемпіон Європи.

## Виступи на Олімпіадах
| Олімпіада           | Дисципліна               | Місце          |
| ------------------- | ------------------------ | -------------- |
| Лондон 2012         | байдарки-четвірки        | 3              |
| Ріо-де-Жанейро 2016 | байдарки-двійки (1000 м) | 4 у фіналі «Б» |
| Ріо 2016            | байдарки-четвірки        | 3              |

## Родина
Зять веслувальника, дворазового олімпійського чемпіона, чемпіона світу Мартіна Доктора.